# Vought OS2U
Die Vought OS2U Kingfisher (Werksbezeichnung VS 310) war ein einmotoriges Aufklärungsflugzeug, das vielseitig eingesetzt werden konnte. Das sowohl mit Schwimmern als auch einem Radfahrwerk ausrüstbare Flugzeug konnte unter anderem mit Hilfe eines Flugzeugkatapults von großen Kriegsschiffen gestartet werden. Nach der Wasserung wurde das Flugzeug per Kran an Bord des Trägerschiffes gehievt.

## Geschichte
Der Prototyp der Wasserflugzeugvariante der OS2U flog am 19. Mai 1938 erstmals und kam ab 1940 bei der US Navy als Katapultflugzeug zum Einsatz. Insgesamt wurden 1519 Maschinen hergestellt. Sie war außer in der US-Marine und der US-Küstenwache in vielen weiteren Marinestreitkräften im Einsatz. Dazu zählten die britische und die sowjetische Marine, die australische Luftwaffe und die Streitkräfte einer Reihe lateinamerikanischer Länder.
Haupteinsatzzwecke waren die Aufklärung, U-Boot-Abwehr und die Seenotrettung. Die Naval Aircraft Factory in Philadelphia baute die OS2U-3 in Lizenz; diese Version wurde als OS2N-1 bezeichnet.

## Konstruktion

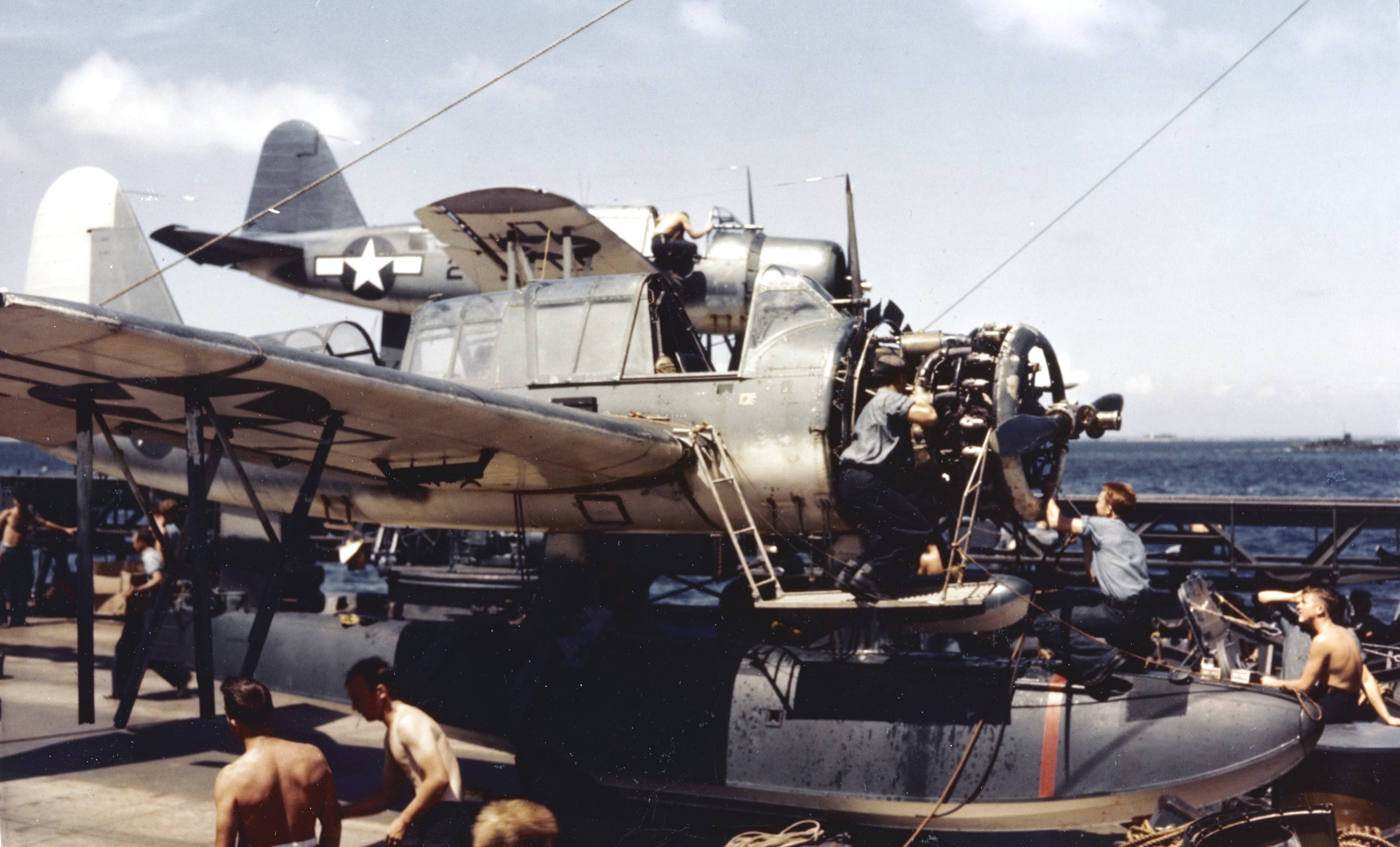
Wartungsarbeiten am Motor Pratt & Whitney R-985 einer Kingfisher an Bord der South Dakota, 1944

Die OS2U war ein kompakter zweisitziger Mitteldecker mit zentralem Schwimmer sowie zwei kleinen Stabilisierungsschwimmern unter den Flügelenden. Es hatte keine besonders hohe Leistung mit seinem 450-hp-Pratt & Whitney R-985-AN-2-Motor und flog relativ langsam. Die OS2U konnte auch mit festem Fahrwerk ausgestattet werden.

## Versionen und Produktion
XOS2U-1
Prototyp mit der firmeninternen Bezeichnung VS.310, angetrieben durch einen Pratt & Whitney R-985-4 mit 450 PS (336 kW).
BuNo: 0951
OS2U-1
Erste Serie von 54 Flugzeugen. Angetrieben durch einen Pratt & Whitney R-985-48 mit 450 PS (336 kW).
BuNo: 1681 bis 1734 – 54 Stück
OS2U-2
Serienausführung mit geringfügigen Änderungen und Ausrüstung gegenüber der OS2U-1. Angetrieben durch einen Pratt & Whitney R-985-50 mit 450 PS (336 kW).
158 Flugzeuge gebaut.
BuNo: 2189 bis 2288 – 100 Stück
BuNo: 3073 bis 3130 – 58 Stück
OS2U-3
Wie die OS2U-2, jedoch mit selbstdichtenden Treibstofftanks und einer zusätzlichen Panzerung. Angetrieben durch einen Pratt & Whitney R-985-AN-2- oder einen AN-8 Motor mit 450 PS (336 kW). Bewaffnet mit zwei 7,62 mm Maschinengewehren (davon eines beweglich im hinteren Cockpit und eines fest in der rechten Tragfläche). Außerdem war das Flugzeug in der Lage zwei 147 kg (325 lb) Wasserbomben oder zwei 45 kg (100 lb) Bomben unter den Tragflächen zu tragen.
Von dieser Serie wurden 1006 Flugzeuge gebaut.
BuNo: 5284 bis 5989 – 706 Stück
BuNo: 5990 bis 6289 – Auftrag über 600 Exemplare storniert
BuNo: 09393 bis 09692 – 300 Stück
XOS2U-4
Zwei Flugzeuge wurden mit schmalen Flügeln und einer entsprechend hohen Streckung umgebaut, außerdem wurden sie mit Klappen über die gesamte Spannweite ausgestattet. Nicht in Serie gebaut.
BuNo: 2189, 3075
OS2N-1
Von Naval Aircraft Factory gebaute 0S2U-3 mit einem 450 PS (336 kW) Pratt & Whitney R-985-AN-2 oder-AN-8-Motor.
BuNo: 01216 bis 01515 – 300 Stück
Abnahme der Chance-Vought Kingfisher durch die US Navy:
| Hersteller                   | Version | 1940 | 1941 | 1942 | SUMME |
| ---------------------------- | ------- | ---- | ---- | ---- | ----- |
| Chance-Vought, Stratford     | OS2U-1  | 54   |      |      | 54    |
| Chance-Vought, Stratford     | OS2U-2  | 3    | 155  |      | 158   |
| Chance-Vought, Stratford     | OS2U-3  |      | 369  | 638  | 1007  |
| Naval Aircraft, Philadelphia | OS2N-1  |      |      | 300  | 300   |
| SUMME                        |         | 57   | 524  | 938  | 1519  |

## Einsatzländer
- Argentinien (9 Exemplare)[3]
- Australien (18)
- Chile (15)
- Dominikanische Republik (3)
- Mexiko (6)
- Sowjetunion: 2 im Rahmen des Lend-Lease Act[4]
- Vereinigtes Königreich
- Uruguay (8)
- Vereinigte Staaten: Küstenwache, Marine

## Technische Daten

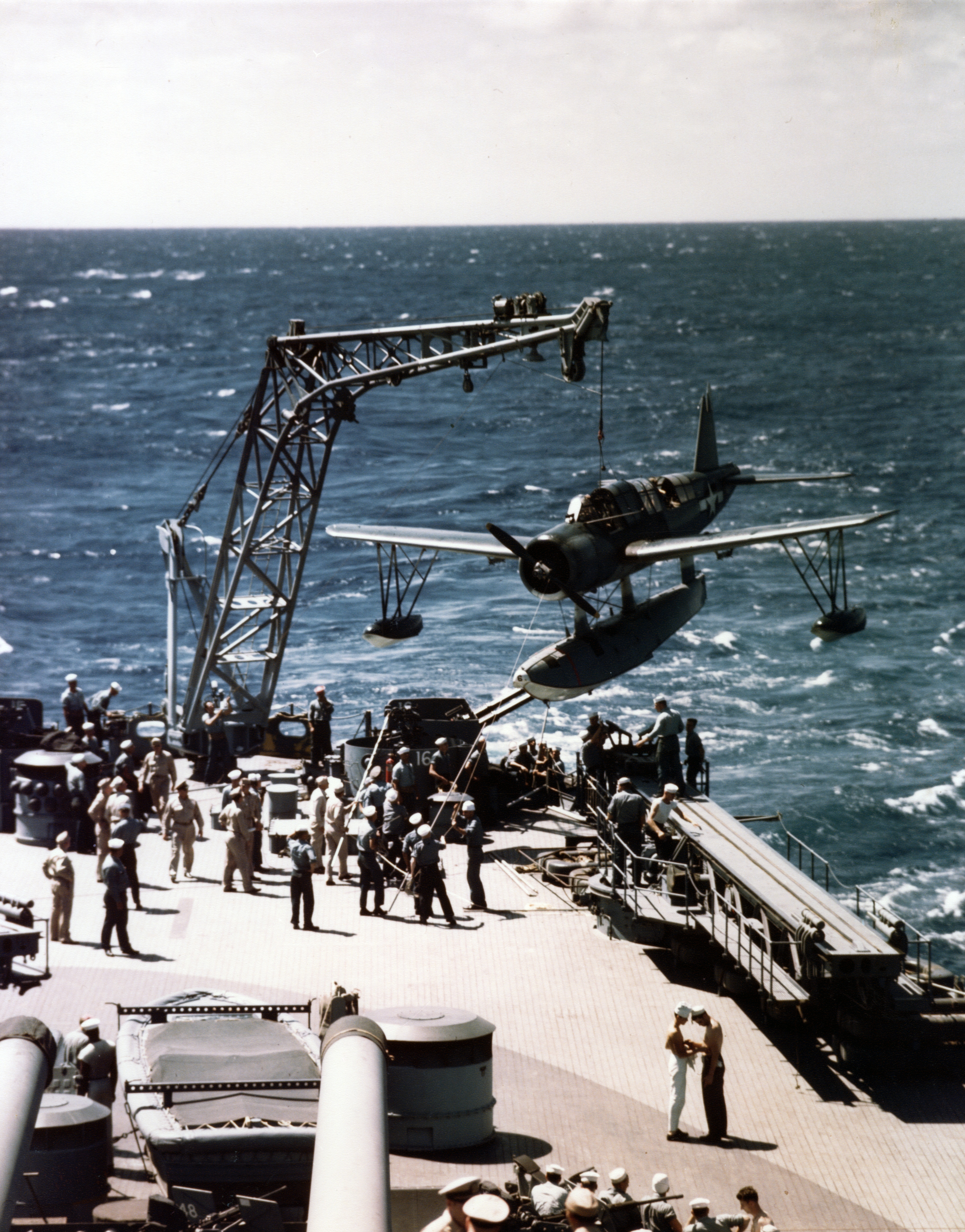
Die Missouri hievt eine OS2U Kingfisher an Bord, unter dem Flugzeug das Startkatapult für die Maschine, 1944

| Kenngröße             | Naval Aircraft Factory OS2N-1                                 |
| --------------------- | ------------------------------------------------------------- |
| Besatzung             | Pilot und Beobachter                                          |
| Länge                 | 10,08 m                                                       |
| Spannweite            | 10,69 m                                                       |
| Höhe                  | 4,60 m                                                        |
| Flügelfläche          | 24 m²                                                         |
| Flügelstreckung       | 4,8                                                           |
| Leermasse             | 1870 kg                                                       |
| Startmasse            | 2722 kg                                                       |
| Antrieb               | ein Sternmotor Pratt & Whitney R-985-AN-2 mit 443 PS (330 kW) |
| Höchstgeschwindigkeit | 264 km/h in 1980 m Höhe                                       |
| Dienstgipfelhöhe      | 3060 m                                                        |
| Reichweite            | 1860 km                                                       |
| Bewaffnung            | zwei 7,62-mm-MGs, 295 kg Bomben                               |